# Bernhard Funk

Dr. Bernhard Funk

Bernhard Ernst Carl Friedrich Funk, auch Funck (* 8. August 1844 in Neubrandenburg; † 8. April 1911 in Berlin) war ein deutscher Mediziner, Meteorologe und Sammler.

## Leben
Bernhard Funk wurde geboren als ältester Sohn des namensgleichen Neubrandenburger Arztes sowie Stadt- und Kreisphysikus (Hans Ludwig Wilhelm) Bernhard Fun(c)k (1815–1894) und dessen Ehefrau Auguste (Friederike Adolfine), geb. Brückner (1821–1857). Beide Vorfahrenlinien gehörten in Neubrandenburg dem gehobenen Bürgerstand an. Die Mutter war zudem eine Enkelin des als Mitglied des Göttinger Hainbund bekannten mecklenburgischen Theologen und Literaten Ernst Theodor Johann Brückner.
Funk wuchs unter sechs Geschwistern auf, besuchte das Gymnasium in seiner Heimatstadt, bestand zu Michaelis 1866 das Abitur und studierte in Berlin und Tübingen Medizin. Nach dem Studium zog er nach Australien. In den späten 1870er Jahren ging er als Arzt für eine Handelsgesellschaft nach Samoa, vermutlich Joh. Ces. Godeffroy & Sohn, wo er auf der Insel Upolu in der Hauptstadt Apia lebte. Er war der erste Arzt, der sich dauerhaft auf Samoa niederließ. In erster Ehe heiratete er 1881 die Tochter des Piraten Bully Hayes, von der er sich im Folgejahr scheiden ließ. Er hatte ein Kind mit ihr. In zweiter Ehe heiratete Funk 1883 die Samoanerin Senitima (1867–1956), Tochter des Häuptlings Talea. Der deutsche Reiseschriftsteller Otto Ehrenfried Ehlers berichtet 1895 auch aus Funks Leben. Im Jahre 1910 erkrankte Bernhard Funk schwer. Darum begab er sich in der Hoffnung auf medizinische Hilfe nach Berlin, wo er im städtischen Krankenhaus am Urban starb. Er fand auf dem alten Friedhof seiner Geburtsstadt die letzte Ruhe.

## Werk
Bernhard Funk war Hausarzt und Freund des Schriftstellers Robert Louis Stevenson. Als Tropenmedizin entwickelte er den weltweit ersten „Südsee-Cocktail“, später als Dr. Funk bekannt.
Bernhard Funk war neben seiner Tätigkeit als Arzt vielseitig interessiert. Er publizierte Studien zur Meteorologie und gründete auf Samoa eine bis heute vorhandene Wetterstation. Er sprach fließend Samoanisch und verfasste das erste deutsch-samoisch-englische Wörterbuch sowie ein Lehrbuch zum Erlernen der Samoanischen Sprache.
Sein Interesse galt insbesondere der einheimischen Kultur. Zahlreiche einheimische Bräuche pflegte er in seinem Haus.
Funks Frau Senitima lernte die deutsche Sprache fließend.

## Sammlung
Funk trug während seines Aufenthalts in Samoa eine umfangreiche Sammlung völkerkundlicher Objekte der Samoainseln, aber auch anderer Gebiete insbesondere der deutschen Südseekolonien, zusammen. Vor seinem Tod hatte Funk durch Verkauf (1894) und eine Schenkung (1902) einen Teil seiner Sammlung ozeanischer Objekte an das Neubrandenburger Museum übergeben, wo die Bestände bis heute aufbewahrt werden.
Von den ehemals etwa 250 Objekten seiner Südseesammlung, die Bernhard Funk dem Museumsverein seiner Heimatstadt überließ, haben sich im Regionalmuseum Neubrandenburg bis heute fast 200 ethnologische Objekte und historische Fotografien erhalten. Das Material stammt aus den ehemaligen deutschen Kolonien in der Südsee, der größte Teil aus Deutsch-Samoa, daneben finden sich Objekte aus Melanesien, insbesondere aus dem Bismarck-Archipel.
Die überwiegend sehr lichtempfindlichen Objekte werden nur gelegentlich in Wechselausstellungen gezeigt. Von 18. Juni bis 16. Oktober 2022 zeigte das Neubrandenburger Museum eine Sonderausstellung mit dem Titel „Südseeparadies im Wandel - der Neubrandenburger Arzt Bernhard Funk in Samoa“. Thematisiert wurde die Kultur und Geschichte Samoas, besonders die Kolonialzeit. Kurator war der Ethnologe Nils Seethaler.